# Svarthuvad stenknäck
Svarthuvad stenknäck (Hesperiphona abeillei) är en fågel i familjen finkar inom ordningen tättingar.

## Utseende och läte
Svarthuvad stenknäck är en stor (15–18 cm) och knubbig fink med en mycket kraftig näbb och rätt kort stjärt. Hanen har svart huva och svarta vingar med kontrasterande silvergrå tertialer. Ryggen är olivgul och undersidan gul. Honan är huvudsakligen grågul eller grågrön med svart hjässa, med likartad vingteckning som hanen. Honan liknar hona aftonstenknäck men denna är gråare och saknar den svarta hjässan.
Det vanligaste lätet är ett ringande, ofta dubblerat "beenk beenk". Sången utgår från lätet med en eller två något sträva och metalliska fraser, med sista stavelsen ljusast. 
'

## Utbredning och systematik
Svarthuvad stenknäck delas upp i fyra underarter med följande utbredning:
- pallidus – förekommer i Sierra Madre Occidental i Mexiko (Chihuahua, Sinaloa, Durango)
- saturatus – förekommer i bergstrakter i östra Mexiko (San Luis Potosí och sydvästra Tamaulipas)
- abeillei – förekommer i betrakter i centrala och södra Mexiko
- cobanensis – förekommer i högländer från södra Mexiko (Chiapas) till centrala Guatemala

### Släktestillhörighet
Vissa placerar istället svarthuvad stenknäck (och den nordligare arten aftonstenknäck) tillsammans med stenknäcken i släktet Coccothraustes. DNA-studier visar dock att stenknäcken står närmare de asiatiska maskstenknäckarna i Eophona än med de amerikanska stenknäckarna.

## Levnadssätt
Svarthuvad stenknäck hittas i städsegröna skogar i förberg och högländer, fuktiga eller med inslag av tall. Där ses den i par eller smågrupper, födosökande efter frukt i trädtaket eller när den flyger över högt ovan.

## Status
Svarthuvad stenknäck är en fåtalig art, med en uppskattad population på under 50 000 individer. Den tros också minska i antal, dock inte tillräckligt kraftigt för att anses vara hotad. Internationella naturvårdsunionen IUCN kategoriserar därför arten som livskraftig.

## Namn
Fågelns vetenskapliga artnamn hedrar Grégoire Abeillé (död 1848), fransk läkare, ornitolog och samlare av specimen.